# 河谷會戰
河谷會戰（Valley Campaign）是於1862年在維吉尼亞的雪倫多亞河谷進行，南軍軍官為石牆傑克森，在他的率領下，南軍徹底打敗了北軍，粉碎了北軍原先要去攻打里奇蒙的計劃。

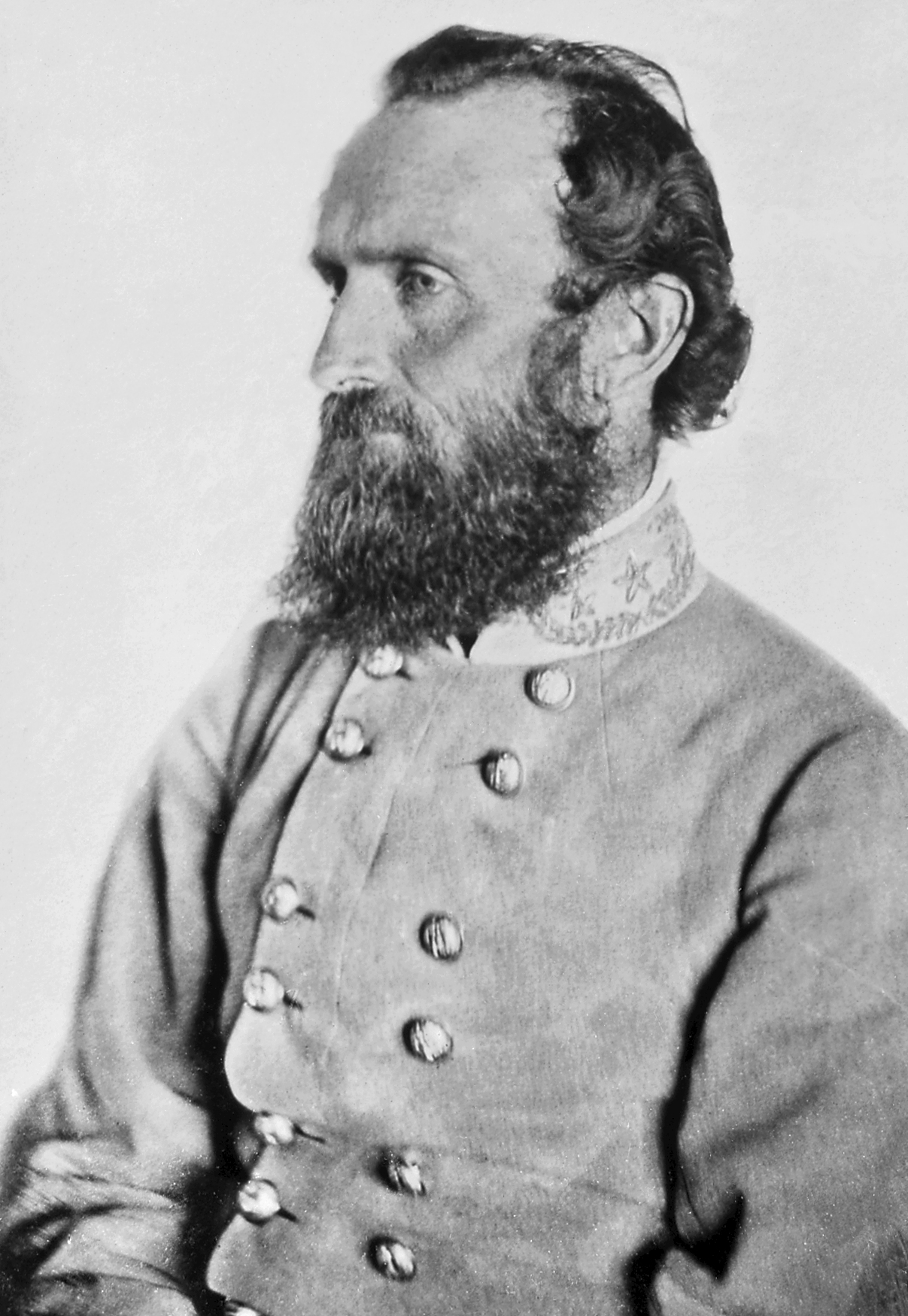
南軍統帥"石牆"傑克森

## 戰事
於維吉尼亞軍校任教的石牆傑克森為了保護家園，加入了南方，率軍外出作戰，很快，在第一次馬納沙斯之役中大獲全勝，成為英雄，其“維吉尼亞第一旅”（石牆旅）亦成了美國歷史中最偉大的軍團之一。
同時在西線，南軍擋不住格蘭特的攻勢，節節敗退，為了逼使更多北軍前往維吉尼亞戰區，李希望可以在維吉尼亞發動大型戰事，以免北軍（格蘭特）把西部的南軍擊潰。石牆傑克森知道後，就決定於1862年派兵攻擊馬里蘭州，不過，在漢考克之役中石牆旅的砲轟未能打倒防守的北軍，於是引他們再次深入南方內陸的雪倫多亞河谷；而林肯亦決定派更多軍人追趕“撤到雪倫多亞河谷的南軍”。到了3月22日，北軍軍官約翰率9,000人在克恩斯鎮(Kernstown)守候，對抗石牆的3,400人。河谷會戰正式開始。

## 戰役
1. 第一次克恩斯鎮之役 （3月23日）

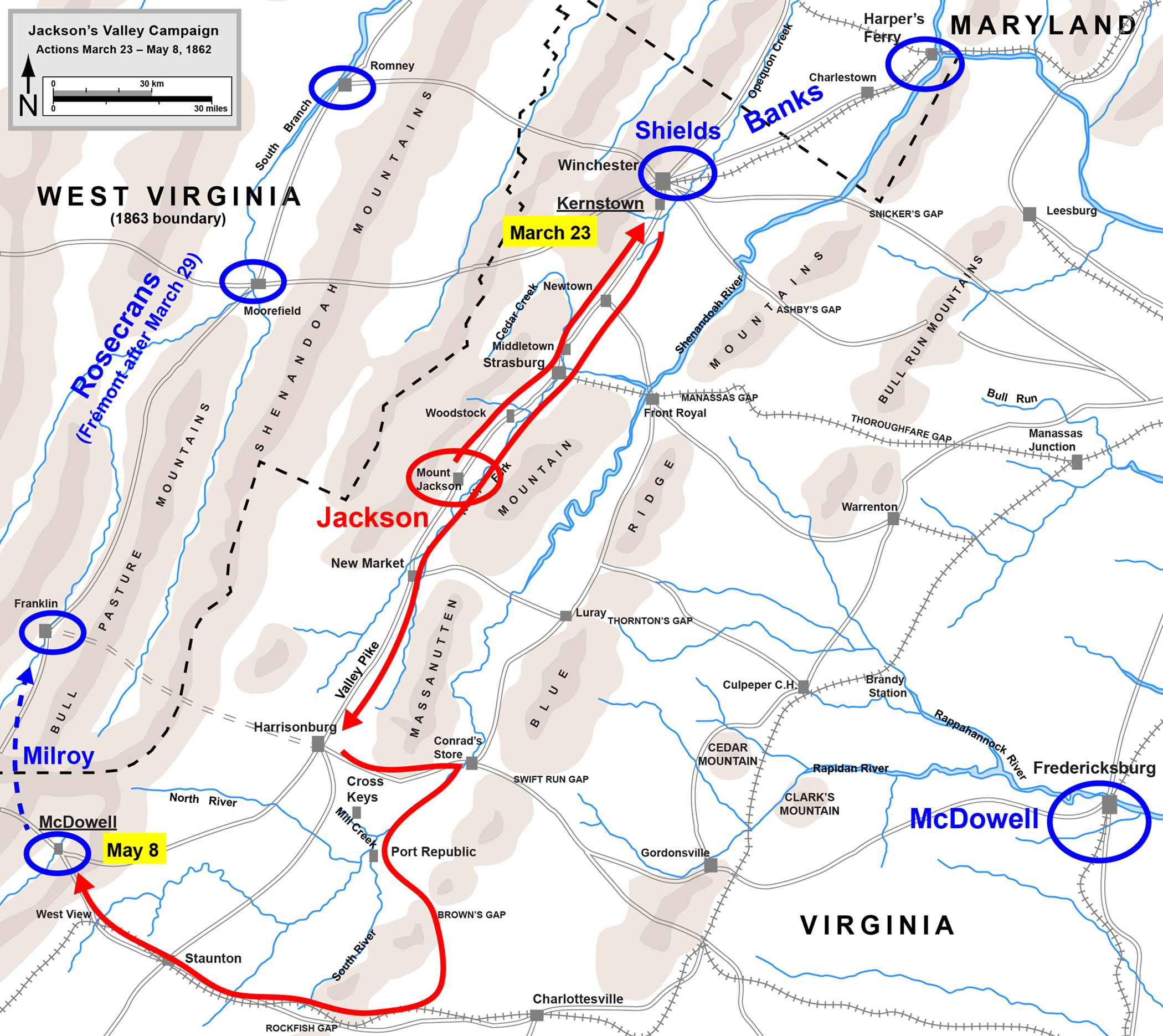
Valley Campaign: Kernstown to McDowell

- 石牆傑克森的3,400人不敵，是其第一次，亦是唯一一次被打敗。但在戰略上都是對南軍有利。

2. 麥克道威之役 （5月8至9日）
- 北軍有兩個旅想組成一支較大的部隊，石牆傑克森知道後，決定先發制人，率6,000南軍進攻麥克道威。5月8日，南軍渡過考帕斯徹河(Cowpasture River)時遭到北軍的突擊，但四小時後，北軍被打退，撤回麥克道威。次日，北軍再次發動進攻，但同樣大敗，南軍進入麥克道威。

3. 弗蘭特羅亞爾之役 （5月23日）
4. 第一次溫徹斯特之役 （5月25日）
- 班克斯知道南軍很快就會到達溫徹斯特，遂決定把兩個步兵團，一個騎兵團和16尊大砲部署在當地。晚上，理查·尤爾率南軍攻擊北軍左翼，但敵不過石牆後的大砲。南軍後來重組陣團，出動大砲反擊，清晨，石牆傑克森率領其石牆旅擊敗北軍左翼，再把大砲部署在那裏，擊潰北軍右翼，再把左翼逼退，使其餘的北軍撤退或投降，南軍雖然因體力不足而追不上撤退的北軍，但他們都已經俘虜了更多人。

5. 克羅斯低島之役 （6月8日）
6. 共和港之役 （6月9日）

## 北軍的失敗
南軍於克羅斯低島和共和港打敗了敵軍，逼使北軍退出，然後石牆傑克森可以與羅伯特和北維吉尼亞軍團一起發動七天戰役，期間他多次獲勝，更把50,000名由麥克萊倫率領的北軍打退，而在整個北維吉尼亞軍團中，南軍的數目只有60,000（所以石牆傑克森率領的只會被麥克萊倫率領的少）。
（石牆傑克森的一次軍事行動更為經典，他率17,000名南軍在48日裏橫越646哩，多次打敗由60,000名北軍組成的軍團，其中五個是決定性的勝利。）

## 其他
北軍其後在北維吉尼亞會戰和第二次馬納沙斯之役中再次被打敗，使華盛頓特區要改派西線的格蘭特前往維吉尼亞。